# Jorge Rivera (montatore)
Jorge Rivera (...) è un montatore messicano.

## Filmografia

### Montaggio
- 5 Supermen contro i nani venuti dallo spazio (Vuelven los campeones justicieros) (1972)
- Cumbia (1973)
- Superzan y el niño del espacio (1973)
- Pistoleros de la muerte (1975)
- Albures mexicanos (1975)
- Terremoto en Guatemala (1978)
- Candelaria (1978)
- Los hijos del diablo (1978)
- 4 hembras y un macho menos (1979)
- Ilegales y mojados (1980)
- Reventon en Acapulco (1980)
- Ay Chihuahua no te rajes! (1980)
- Lola la trailera (1983)
- Allá en el rancho de las flores (1983)
- El mexicano feo (1984)
- Playa prohibida (1985)
- Los matones del Norte (1985)
- El secuestro de Lola (1986)
- De puro relajo (1986)
- Agente 0013: Hermelinda linda II (1986)
- Las limpias (1987)
- Ni de aqui, ni de alla (1988)
- El gran relajo mexicano (1988)
- Cacería implacable (1988)
- El cabaretero y sus golfas (1988)
- Central camionera (1988)
- La mafia tiembla II (1989)
- La sombra del Tunco (1990)
- El aduanal (1990)
- El gran reto - Lola la Trailera 3 (1991)
- Dos locos en aprietos (1991)
- La vengadora 2 (1991)
- Gata por liebre (1992)
- Que me entierren con la banda (1994)
- Juana la Cubana (1994)

### Direttore della fotografia
- Juárez (1972) Cortometraggio